# Themeda
Themeda is een geslacht uit de grassenfamilie (Poaceae). De soorten van dit geslacht komen voor in de (sub)tropische delen van de Oude Wereld, Australië en het Pacifisch gebied. Verder zijn er soorten geïntroduceerd in Amerika.

## Soorten
- Themeda anathera (Nees ex Steud.) Hack.
- Themeda arguens (L.) Hack.
- Themeda arundinacea (Roxb.) A.Camus
- Themeda avenacea (F.Muell.) T.Durand & B.D.Jacks.
- Themeda caudata (Nees ex Hook. & Arn.) A.Camus
- Themeda cymbaria Hack.
- Themeda gigantea (Cav.) Hack. ex Duthie
- Themeda helferi Hack.
- Themeda hookeri (Griseb.) A.Camus
- Themeda huttonensis Bor
- Themeda idjenensis Jansen
- Themeda intermedia (Hack.) Bor
- Themeda laxa (Andersson) A.Camus
- Themeda minor L.Liu
- Themeda mooneyi Bor
- Themeda novoguineensis (Reeder) Jansen
- Themeda odishae Chorghe, K.Prasad, Prasanna & Y.V.Rao
- Themeda polycephala Veldkamp
- Themeda pseudotremula Potdar, Salunkhe & S.R.Yadav
- Themeda quadrivalvis (L.) Kuntze
- Themeda sabarimalayana Sreek. & V.J.Nair
- Themeda saxicola Bor
- Themeda strigosa (Buch.-Ham. ex Hook.f.) A.Camus
- Themeda tremula (Nees ex Steud.) Hack.
- Themeda triandra Forssk.
- Themeda trichiata S.L.Chen & T.D.Zhuang
- Themeda unica S.L.Chen & T.D.Zhuang
- Themeda villosa (Lam.) A.Camus
- Themeda yunnanensis S.L.Chen & T.D.Zhuang